# Xã Allen, Quận Northampton, Pennsylvania
Xã Allen (tiếng Anh: Allen Township) là một xã thuộc quận Northampton, tiểu bang Pennsylvania, Hoa Kỳ. Năm 2010, dân số của xã này là 4.269 người.